# 8.5水害
8.5水害（はちてんごすいがい）は、1986年8月4日から5日までにかけて、東海・関東・甲信・東北で発生した水害である。

## 概要
台風10号から変化した温帯低気圧が、南方洋上から日本に接近し、その後三陸沖での停滞を経て、本州の東方洋上で消滅した。
この低気圧は、東海・関東・甲信・東北の広い地域に大雨を降らせ、16都県で死者・行方不明者・負傷者127人、住家・非住家合わせて124,959棟に被害を及ぼした。

## 被害

### 宮城県
阿武隈川、名取川、鳴瀬川などで破堤、溢水箇所多数。仙台市、岩沼市、名取市、柴田町、鹿島台町など一帯が冠水した。

### 福島県
中通り、浜通りで200mmから300mmの総降雨量を観測する豪雨となった。このため阿武隈川やその支流が氾濫し、福島市をはじめとした阿武隈川沿いの市町村が被害を被った。これにより11名の死傷者を出し、14,000棟が被害を受けた。
福島地方気象台（福島市）と小名浜測候所（いわき市）で観測された24時間の降水量で、観測史上記録を更新した。
福島市では、阿武隈川と荒川合流地点付近の南町で、堤防の決壊による浸水被害が大きく、1階が完全に水没するほどであった。福島市内北部の飯坂温泉でも、温泉街の中心を流れる摺上川が氾濫したため旅館が浸水し、夏休みの観光シーズンに大打撃をこうむった。
中通り北部の伊達郡梁川町（現：伊達市梁川地域）や宮城県角田市、伊具郡丸森町でも河川の増水や浸水などの被害が出た。中通り中部の郡山市では中央工業団地が浸水し、精密電子工業の工場が浸水、その他の工場でも被害が現れこの工業団地だけで300億円の被害が出た。その他の分野も合わせると全体で1,085億円あまりの被害だった。
福島県内での死者は、安達郡岩代町（現：二本松市）で1名、郡山市で2名の合計3名に及んだ。

### 栃木県
栃木県内各地において中小河川で溢水、氾濫が多数発生。茂木町では逆川が8月5日未明に溢水、氾濫。市街部の大半が1.5ｍを越える濁流にのまれた。町内の死者6人。

## 行政

### 福島県
1986年8月8日から同年9月8日にかけて、福島県は災害対策本部を設置した。
福島市、伊達郡梁川町（現：伊達市梁川地域）、安達郡本宮町（現：本宮市）が8月5日に。郡山市、いわき市が8月6日に。須賀川市、相馬市が8月7日に、それぞれ災害救助法の適用を受けた。9月30日には政府から激甚災害の適用を受けた。
荒川や摺上川の氾濫を受け、旧建設省は治水対策を迫られ、かねてから計画の進んでいた摺上川ダムの建設を後押しさせた。

## その他
- 1998年に再び阿武隈川沿いは集中豪雨に襲われたが、この8.5水害の経験からハザードマップが作られ被害が小さく抑えられた。
- 福島県庁脇にある隈畔（河畔）や、伊達市の橋桁には、この時の水位が記録してある。
- この年のふくしま花火大会は秋に開催が延期になった。